# Kelly Reichardt
Pour les articles homonymes, voir Reichardt.
Kelly Reichardt [ˈraɪkɑːrt], née le 3 mars 1964 à Miami (Floride), est une réalisatrice, scénariste et monteuse américaine.
Elle remporte le grand prix du festival du cinéma américain de Deauville 2013 avec le film Night Moves. En 2020 son film First Cow remporte le prix du jury dans ce même festival.
Ses films sont associés à une esthétique cinématographique désignée comme cinéma lent ou cinéma contemplatif.

## Biographie

### Vie personnelle
Née en 1964, Kelly Reichardt est la fille d'un officier de police et d'une mère employée de l’Agence fédérale de lutte anti-drogue. Elle s'est tout d'abord passionnée pour la photographie, découvrant celle-ci à travers l'objectif que son père utilisait pour photographier les scènes de crime. Cela lui permet d'expérimenter le cadrage, avant d'acquérir son propre appareil photo à l'adolescence.
Elle étudie à la School of the Museum of Fine Arts de Boston, où elle obtient un MFA, un "master of fine arts".
Depuis 2006, elle enseigne au Bard College, après avoir été à l'université de New-York, l'université de Columbia, la School of Visual Arts et l'université de Buffalo.
En 2011, elle déclare vivre de son travail en tant qu'enseignante, et ne pas gagner d'argent avec ses films.

### Débuts de carrière
En 1988, elle s'installe à New York. Ses débuts au cinéma datent de 1989 : elle supervise les costumes pour le film L'Incroyable Vérité (The Unbelievable Truth) de Hal Hartley. Elle y tient aussi un petit rôle. Puis, en 1991, elle collabore à la réalisation du film de Todd Haynes : Poison. Elle devient ensuite une cinéaste indépendante, plutôt à contre-courant.
Elle tourne en 1995 son premier long métrage, River of Grass, et obtient trois nominations aux Independent Spirit Awards ainsi que le Prix du grand jury au festival de Sundance.
Pendant douze ans, Kelly Reichardt a du mal à financer de nouveaux films, ce qu'elle attribue en partie au fait d'être une femme : « Il y a eu ces dix années, depuis la moitié des années 90, où je n'ai pas pu réaliser de film. C'était beaucoup du au fait d'être une femme. C'est clairement un facteur dans le financement. Durant cette période, c'était impossible de lancer quelque chose, donc j'ai juste dit "Je vous emmerde" et j'ai fait des courts métrages en Super 8 à la place. » En 2021, elle reparle de cette période en interview : « Je n’essayais pas de m’affirmer comme femme, mais de faire des films. Le monde du cinéma indépendant était particulièrement fermé à cette époque. Il était difficile d’être prise au sérieux en tant que femme, on pensait que personne n’irait voir nos films. » 
Durant cet intervalle, elle réalise les courts métrages Ode, Then a Year et Travis. Le monde de l'avant-garde du cinéma lui permet alors une liberté de ton et une certaine indépendance artistique : « [...] c’était tellement grisant d’avoir une caméra en main et de maîtriser tous les aspects du processus. », déclare-t-elle en parlant de la fabrication du film Ode.

### Reconnaissance critique
C'est avec Old Joy (2006), son deuxième film, que Kelly Reichardt acquiert en Europe un début de reconnaissance. Wendy et Lucy (2008), sélectionné dans la sélection Un certain regard au Festival de Cannes 2008, et le western très atypique La Dernière Piste (Meek’s Cutoff, 2010) confirment la prédilection de Kelly Reichardt pour un cinéma pastoral minimaliste.
En 2019, elle est membre du jury au Festival de Cannes sous la présidence d'Alejandro González Iñarritu. En 2021, le Centre Pompidou lui consacre une rétrospective intégrale, qui contribue à la reconnaissance d'une cinéaste « essentielle, pour aujourd'hui et pour demain », selon la formule de Jean-Michel Frodon.
En 2022, son film Showing Up est projeté en avant première au Festival de Cannes, et devient son premier film à concourir pour la Palme d'or. Le film sort en 2023.
En 2025, elle dévoile son nouveau long-métrage The Mastermind, qui se déroule dans les années 1970, sur fond de guerre du Vietnam et de mouvement pour la libération des femmes. Le film est également sélectionné en compétition officielle au Festival de Cannes 2025.

## Filmographie

### Courts et moyens métrages
- 1999 : Ode (moyen métrage) - également scénariste
- 2001 : Then a Year (moyen métrage)
- 2004 : Travis (moyen métrage)
- 2019 : Owl (court métrage)
- 2021 : Bronx, New York, décembre 2019[11]
- 2021 : Cal State Long Beach, CA, janvier 2020[11]

### Longs métrages
- 1994 : River of Grass - également scénariste
- 2006 : Old Joy - également scénariste et monteuse
- 2008 : Wendy et Lucy (Wendy and Lucy) - également scénariste et monteuse
- 2010 : La Dernière Piste (Meek's Cutoff) - également monteuse
- 2013 : Night Moves - également scénariste et monteuse
- 2016 : Certaines femmes (Certain Women) - également scénariste et monteuse
- 2019 : First Cow - également scénariste
- 2022 : Showing Up - également scénariste
- 2025 : The Mastermind - également scénariste

## Distinctions

### Récompenses
- Prix 2006 de la Los Angeles Film Critics Association : Independent/Experimental Film and Video Award pour Old Joy
- Prix 2008 de la Dallas-Fort Worth Film Critics Association : Russell Smith Award pour Wendy et Lucy
- Festival international du film de Gijón 2010 : Meilleure réalisatrice pour La Dernière Piste
- Festival du cinéma américain de Deauville 2013 : Grand prix pour Night Moves
- Festival du cinéma américain de Deauville 2020 : Prix du jury pour First Cow
- Festival de Cannes 2022 : Carrosse d'or (Quinzaine des réalisateurs)
- Festival de Locarno 2022 : Léopard d'honneur

### Nominations et sélections
- Festival de Cannes 2008 : sélection Un certain regard pour Wendy et Lucy
- Mostra de Venise 2010 : en compétition pour le Lion d'or pour La Dernière Piste
- Mostra de Venise 2013 : en compétition pour le Lion d'or pour Night Moves
- Festival de Deauville 2016 : en compétition pour Certaines femmes
- Berlinale 2020 : en compétition pour l'Ours d'or pour First Cow
- Festival de Cannes 2022 : en compétition pour la Palme d'or pour Showing Up
- Festival de Cannes 2025 : en compétition pour la Palme d'or pour The Mastermind